# الأربعين (عزبة)
عزبة الأربعين، عزبة تابعة لقرية دمرو سليمان بالوحدة المحلية لقرية كنيسة الصرادوسي، التابعة لمركز دسوق، التابع لمحافظة كفر الشيخ في جمهورية مصر العربية.